# Station Lutterbach
Station Lutterbach is een spoorwegstation in de Franse gemeente Lutterbach in het departement Haut-Rhin.

## Ligging
Het station ligt vlakbij en spoorsplitsing. Het ligt op kilometerpunt 102,168 van de Spoorlijn Straatsburg - Bazel, en is het beginpunt van de Spoorlijn Lutterbach - Kruth. Het ligt op 252 meter hoogte. Op de laatste rijden naast treinen trams van de Tram-Train Mulhouse-Vallée de la Thur, welke net buiten dit station van tram naar treinvoltage wisselt.

## Het station

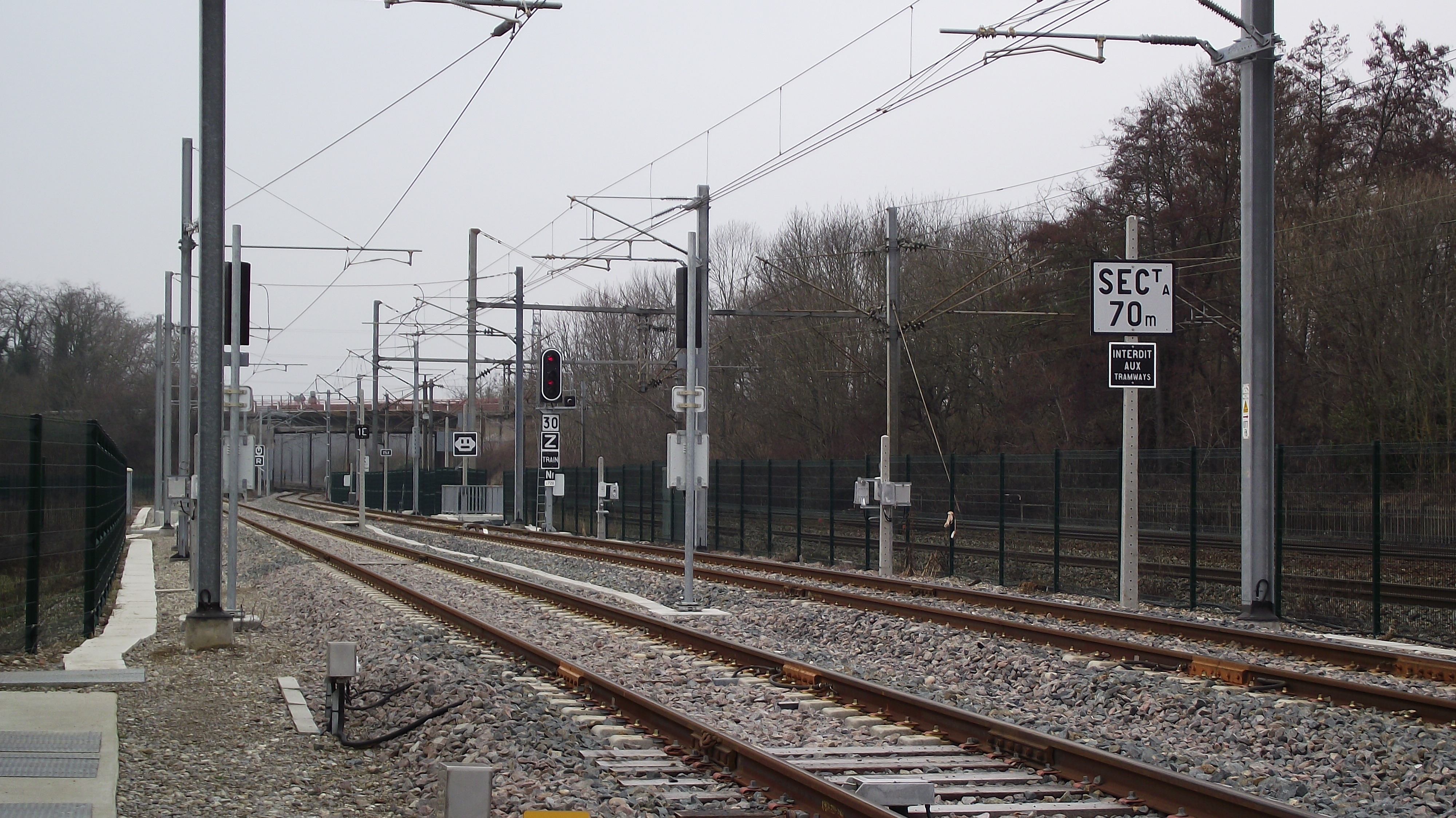
Wisseling van 750 V = van de tramlijn naar 25 kV ~ voor het spoornet.

Op het station stoppen treinen van TER Alsace (Straatsburg - Mulhouse-Ville en Mulhouse-Ville - Thann - Kruth)
Sinds 12 december 2010, na de ingebruikname van de Tram-Train Mulhouse-Vallée de la Thur stopt niet alleen de tram-train op het station, maar ook Tramlijn 3, voor welke dit station het eindpunt is.